# Cappenberg (Adelsgeschlecht)

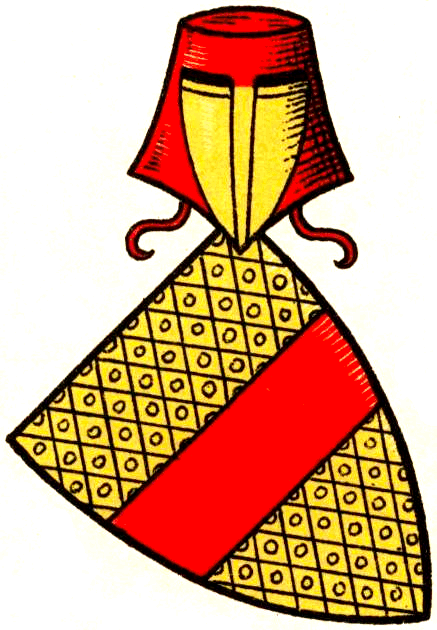
Wappen der Grafen von Cappenberg

Die Grafen von Cappenberg waren ein bedeutendes mittelalterliches Adelsgeschlecht mit Schwerpunkt in Westfalen und Besitzungen am Niederrhein, in Schwaben und in der Wetterau. Die Brüder Gottfried und Otto von Cappenberg stifteten 1122 ihren Besitz zur Gründung der Prämonstratenserstifte Varlar, Cappenberg und Ilbenstadt.

## Frühgeschichte
Wirklich urkundlich belegbar sind nur wenige Generationen der Familie. Neben einigen verstreuten urkundlichen Quellen beruht die Kenntnis über die Familie insbesondere auf den Viten des Gottfried (II.) und des Otto von Cappenberg.
In der Überlieferung wird behauptet, dass die Familie aus dem Geschlecht des Sachsenherzogs Widukind abstammt. Dieser habe nach seiner Unterwerfung einen seiner Söhne mit Imenza, einer Nichte Karls des Großen, verheiratet. Wirklich nachweisbar ist das nicht. Ebenso unbewiesen ist die spätere Behauptung, dass es eine Verwandtschaft mit den Ottonen gegeben hätte, deren Stammvater Liudolf danach seinen Sitz auf Burg Cappenberg gehabt haben soll.
Immerhin ist eine Imenza in Xanten bestattet. Allerdings stammt das Grab erst aus dem 11. Jahrhundert. Die Viten berichten, dass durch Imenza die Besitzungen bei Wesel an die Familie kamen. Sie hat dem Stift Xanten auch die Höfe Dorsten und Schwerte geschenkt. Bis zum Ende des Stifts gedachten die Kanoniker Imenza mit einem feierlichen Totenmahl. Diese Imenza wird in späteren Quellen mit einer Reginmuod gleichgesetzt. Dies wird durch die Cappenberger Überlieferung gestützt, ist dort doch eine Urkunde aus der Zeit Bischof Siegfrieds von Münster (1022–1032) überliefert, in der der Bischof einer gleichnamigen Dame und ihrer Tochter die Stiftung von sieben Kirchen bestätigt, die im Interessengebiet der späteren Cappenberger lagen. Dabei handelte es sich um Varlar, Appelhülsen, Bentlage, Coerde, Ichter (heute Capelle), Handorf und Uentrop an der Lippe. Das spätere Stift Cappenberg besaß durch die Stifter nachweislich Besitz in zumindest einigen der Orte. Als Zeugen werden unter anderem ein Gottfried und ein Hermann genannt. Beide Namen kamen bei den Cappenbergern vor. Bei der in Xanten begrabenen Imenza könnte es sich mithin tatsächlich um eine Vorfahrin oder Angehörige der Cappenberger gehandelt haben.
Es wurde zwar auf Grund der Nachbarschaft vermutet, dass die Cappenberger und die Grafen von Ravensberg gemeinsame Vorfahren hatten. Aber auch dies bleibt unklar.

## Generationenfolge
Wirklich klar fassbar sind drei Generationen. Hermann von Cappenberg war mit einer Gerberga von Hüneburg verheiratet. Diese stammt vermutlich aus der Familie der Grafen von Blieskastel. Aus der Ehe gingen drei Söhne hervor. Die urkundlichen Belege für Hermann sind spärlich. Es ist unklar, ob er der Graf Hermann in einer Urkunde Heinrichs IV. von 1065 ist. Ebenso wenig klar ist, ob die Nennung eines verstorbenen Grafen Hermann 1082 in den Iburger Annalen sich auf den Cappenberger bezieht.
Gottfried (I.) war der Haupterbe. Er war mit Beatrix von Hildrizhausen verheiratet. Deren Großvater Otto von Schweinfurt war um 1050 Herzog von Schwaben. Durch diese Heirat kam es zu familiären Verbindungen zu den Saliern und Staufern.
Aus der Ehe gingen Gottfried (II.), Otto und zwei Schwestern hervor. Eine Schwester hieß Beatrix. Eine zweite war Gerbergis. Diese wurde von Bernher von Erprath entführt und geheiratet. Das Leben Gottfrieds (I.) ist, abgesehen von den Viten der Söhne, nur in drei Urkunden belegt, von denen die letzte auf das Jahr 1105 datiert wird. Dabei wird er als Graf bezeichnet.
Gottfried (I.) starb jung. Der Historiker Bockhorst nimmt an, dass er mit einem 1106 verstorbenen Grafen gleichzusetzen ist, den die Paderborner Annalen nennen. Möglicherweise fiel er auch erst 1115 in der Schlacht am Welfesholz, wie Grundmann vermutet. Seine Witwe Beatrix heiratete Heinrich von Rietberg, einen jüngeren Bruder des Grafen Friedrich von Arnsberg. Die aus dieser Ehe hervorgegangene Tochter Elika heiratete den Grafen Egilmar von Oldenburg.
Gottfried (II.) heiratete die Tochter Ida/Jutta des Grafen Friedrich von Arnsberg. Bei dessen Tod wäre die Grafschaft Arnsberg in die Hand der Cappenberger gekommen. Dies hätte eine starke Machtballung in der Hand der Cappenberger bedeutet.

## Besitzungen und Funktionen
In dieser Zeit gehörten die Cappenberger zu den bedeutendsten westfälischen Adelsfamilien. Ihre Burg, auf einer Anhöhe gelegen, konnte weite Teile des westfälischen Flachlandes aber auch bis hin nach Dortmund kontrollieren. Die Grafen hatten darüber hinaus weitere Rechte in anderen Gebieten, so am Niederrhein bei Wesel, in der Wetterau bei Friedberg und in Schwaben. Hintergrund der weit verstreuten Besitzungen war die Versippung mit anderen bedeutenden Familien.
In Schwaben gehörten die Burgen Hildrizhausen (bei Böblingen) und Kräheneck (bei Pforzheim) mit zahlreichen Ministerialen und 2000 Hufen Land zum Besitz der Cappenberger. Dieser Besitzkomplex geht auf das Erbe der Beatrix von Hildrizhausen zurück. Unklarer ist, wie der Besitz in der Wetterau an die Familie gekommen ist. Die Besitzungen sind wohl bereits im 11. Jahrhundert an die Familie gekommen und waren mindestens zwei Generationen in deren Besitz.
Der Besitz in Westfalen lässt sich aus den Besitzungen der späteren Stifte Varlar und Cappenberg erschließen. Zu dem Besitz um Varlar gehörten auch Coesfeld und Besitzungen in Hamminkeln nördlich von Wesel. Der Besitz des späteren Stiftes Cappenberg war weiter verstreut. Dazu zählten die Höfe von Werne, Netteberge, Alstedde und Heil. Diese lagen in der Nähe von Burg Cappenberg. Hinzu kamen Höfe in Mengede, Coerde, Saerbeck und Wessum. Diese lagen teilweise erheblich von Cappenberg entfernt. Weitere Besitzungen lagen in Hilbeck, in Werne-Langern und Wethmar (Langern und Wethmar direkt an Cappenberg grenzend). Dabei kam Hilbeck wohl durch die Heirat Gottfrieds (II.) mit der Arnsberger Grafentochter in den Besitz der Cappenberger. Es gab offenbar einen intensiven Herrschaftsbesitz um Cappenberg herum und weiteren Streubesitz. Insgesamt bildete die südlich verlaufende Lippe die Grenze des Cappenberger Einflussbereichs, aber auch teilweise darüber hinaus.
Es gibt nur wenige Belege über das öffentliche Wirken der Grafen und die Rolle ihrer Grafschaft vor der Zeit von Gottfried (II.). Gottfried (I.) nahm für das Kloster Werden Besitzungen entgegen, amtierte damit also als Vertreter des Klostervogts. Auf Grund der Besitzungen ist die Grafschaft der Cappenberger nördlich der Lippe und südlich und westlich von Münster zu vermuten. Vasallen waren, abgesehen von über 100 Ministerialen, wohl die Edelherren von Horstmar. Möglicherweise lag auch Dülmen in der Grafschaft.

## Ende der Familie
Gottfried (II.) stand zunächst auf Seiten Heinrich V., wechselte aber später in das Lager der Gegner des Kaisers. An der Seite Lothars von Supplingenburg war er an der Eroberung und Zerstörung Münsters zur Wiedereinsetzung des vertriebenen Bischofs Dietrich beteiligt.
Aus Reue hat Gottfried 1122 das Kloster Cappenberg gestiftet und dazu die Burg und die zugehörigen Besitzungen gegeben. Der Wetterauer Besitz ging nach und nach an das ebenfalls von den Cappenbergern 1122 gestiftete Kloster Ilbenstadt. Kloster Varlar stifteten die Cappenberger 1123/24 aus dem umliegenden Besitz.
Der Besitz in Schwaben ist um 1124 im Zusammenhang mit dem Ordenseintritt der Brüder Gottfried und Otto an Herzog Friedrich von Schwaben verkauft worden. Möglicherweise im Zusammenhang damit wurde Otto Taufpate des späteren Kaisers Friedrich Barbarossa. Aus dem Verkauf stammen Reliquien, die Otto zusammen mit dem Cappenberger Kopf dem Stift Cappenberg vermachte.
Die zahlreichen Ministerialen unterstellte er dem Bischof von Münster. Er selbst trat später in das Kloster ein. Auch seinen Bruder und seine Schwestern veranlasste er, das weltliche Leben aufzugeben. Seine Frau Jutta (auch Ida) von Arnsberg fügte sich, beeinflusst von ihrem Vater, dem nur widerstrebend. Nach dem Tod Gottfrieds heiratete sie Gottfried von Cuyk und wurde so zur Stammmutter der jüngeren Linie der Grafen von Arnsberg.